# Tupolev Tu-4
Tupolev Tu-4 (v kódu NATO „Bull“) byl sovětský bombardovací letoun, který byl v SSSR okopírován podle amerických Boeing B-29 Superfortress, které za druhé světové války mezi 29. červencem 1944 až 21. listopadem 1944 po bombardování Japonska a Mandžuska skončily na území SSSR – tři stroje nouzově přistály, čtvrtý poté, co jej posádka opustila na padácích, havaroval.
V souladu se sovětsko-japonskou smlouvou byl SSSR během války v Tichomoří neutrální. Tím pádem byly bombardéry internovány a drženy, přestože Američané požadovali jejich navrácení.
Šlo o letouny B-29-5-BW (s/n 42-6256), dva B-29-15-BW (s/n 42-6365 a 42-6358), a jeden B-29A-1-BN (42-93829, ten havaroval).
Stalin dal Tupolevovi za úkol Superfortress „naklonovat“ a sovětský průmysl tak vyrobil 20 kopií letounu za pouhé dva roky. Tři výše zmíněné B-29 byly odvezeny do Moskvy do OKB Tupolev, kde byl jeden z nich do posledního šroubku rozebrán, druhý posloužil na různé testy a výcvik a třetí byl ponechán.
Letoun Tu-4 poprvé vzlétl 19. května 1947. Stejně jako originál se potýkal se značnými problémy, které musely být postupně vyřešeny.
Stroje ve verzi Tu-4LL (letajuščaja laboratoria) byly používány k testům různých leteckých pohonných jednotek. V roce 1950 byly zahájeny zkoušky se čtyřhvězdicovým motorem Dobrynin VD-3TK o výkonu 1460 kW s protiběžnými vrtulemi. O něco později byly na Tu-4LL testovány také čtyřhvězdicový AŠ-2K/TK o výkonu 3455 kW a kapalinou chlazený hvězdicový čtyřiadvacetiválec Dobrynin VD-4K o výkonu 3161 kW. Prvním turbovrtulovým motorem zkoušeným na Tu-4LL se stala jednotka Kuzněcov TV-2 v několika verzích o výkonu až 5623 kW a její zdvojená varianta 2TV-2F o výkonu 9188 kW. Tu-4LL testovaly za letu turbovrtulové motory Ivčenko AI-20 pro Il-18, Antonov An-10 a An-12 po 2940 kW a Kuzněcov NK-4 o stejném výkonu. Tu-4LL zkoušely rovněž proudové motory, například Mikulin AM-3, jehož gondola byla spouštěna z upravené pumovnice pod trup do volného proudu vzduchu. Podobně prošly testy i jednotky Ljulka AL-5 a Ljulka AL-7, Mikulin AM-5 a AM-9, Klimov VK-3 a VK-7, Solovjov D-20P, Dobrynin VD-5 a VD-7.
Stroj se stal prvním sovětským dálkovým bombardérem, který měl schopnost nést atomové zbraně. Vyráběl se v letech 1949–1952, celkem bylo vyrobeno 847 kusů, z nichž část byla exportována do Číny.
Z Tu-4 vycházela konstrukce dopravního letounu Tupolev Tu-70 a vojenského transportního Tupolev Tu-75, které využívaly některé prvky (křídlo, ocasní plochy, pohonné jednotky) Tu-4, ale ani jeden se nedostal do výroby, stejně jako dopravní Il-18 (starší Iljušinova konstrukce s pístovými motory, vyjma typového označení nemá nic společného s pozdějším Iljušinem Il-18 Moskva), protože v té době Aeroflot pro letouny s takovou přepravní kapacitou neměl použití. Obdobně vznikal, s využitím nosného systému a motorů, nový bombardér Tupolev Tu-80, ale ten se již nedostal do výroby, stejně jako zcela nová konstrukce Tupolev Tu-85, těžký čtyřmotorový bombardér poháněný pístovými motory Dobrynin VD-4K, se vzletovou hmotností 107 000 kg a výkony srovnatelný s prvními verzemi amerického bombardéru Convair B-36. Oba stroje, tedy Tu-80 i zcela nový Tu-85, zůstaly jen v prototypu. Přednost byla dána zcela novým, úspěšným konstrukcím bombardérů s proudovými a turbovrtulovými motory, které ve výzbroji sovětského letectva letouny Tu-4 nahradily.

## Specifikace

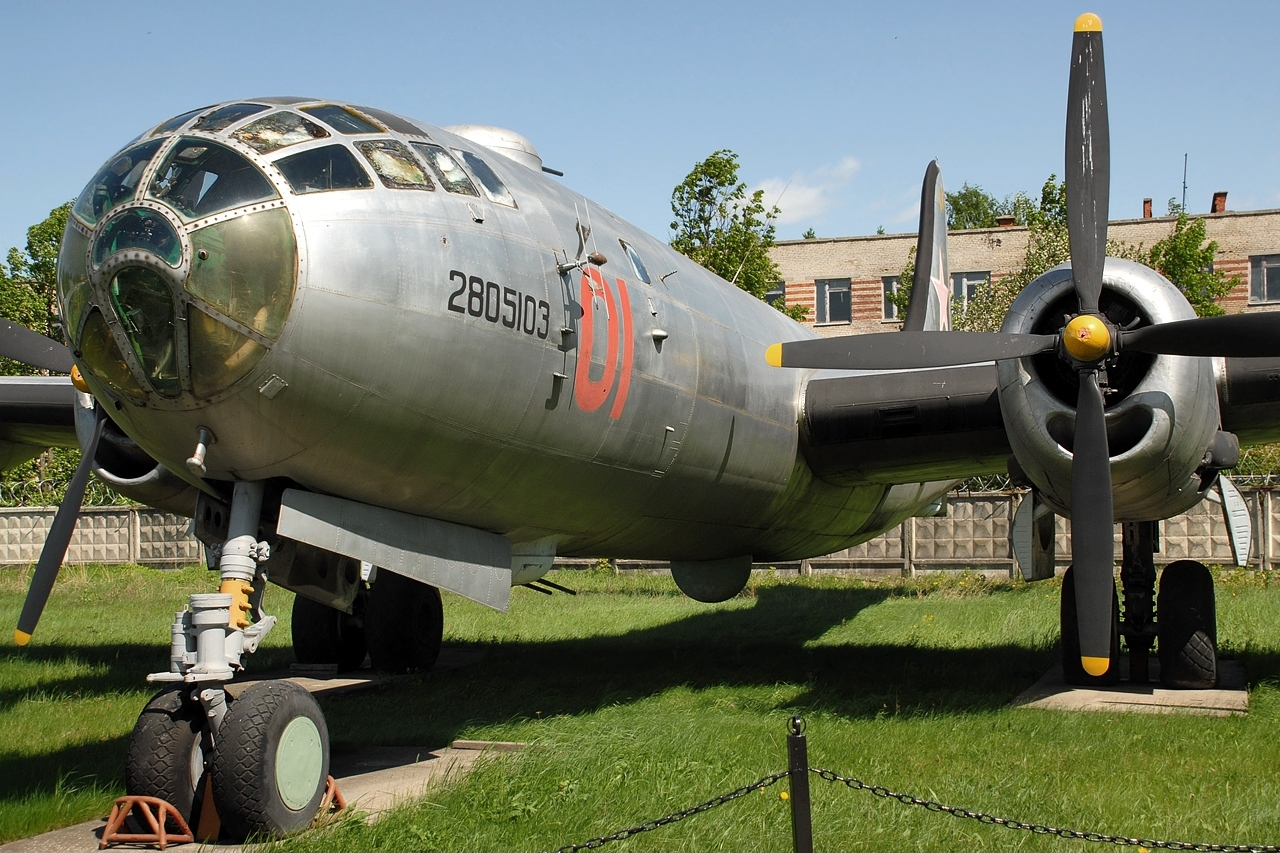
Тupolev Tu-4

### Technické údaje
- Osádka: 10 mužů
- Rozpětí: 43,08 m
- Délka: 30,19 m
- Výška: 8,46 m
- Nosná plocha: 161,70 m²
- Hmotnost prázdného letounu: 34 000 kg
- Maximální vzletová hmotnost: 60 000 kg
- Pohonná jednotka: 4 × vzduchem chlazený dvouhvězdicový motor Švecov AŠ-73TK, každý o výkonu 2400 k (1765 kW)

### Výkony
- Maximální rychlost: 578 km/h
- Dostup: 11 200 m
- Dolet: 5600 km

### Výzbroj
- 10 × 23mm kanón Nudelman-Suranov NS-23, po dvou v pěti střelištích (čtyři dálkově ovládané věže a v přímo ovládaném záďovém střelišti)
- pumy do celkové hmotnosti 10 000 kg (kupř. 6 pum o hmotnosti po 500 kg, nebo 1 atomová puma, nebo 2 rakety dlouhého doletu), při doletu 5000 km unesl 5000 kg pum.